# Culex poicilipes
Culex poicilipes är en tvåvingeart som beskrevs av Theobald 1903. Culex poicilipes ingår i släktet Culex och familjen stickmyggor. Inga underarter finns listade i Catalogue of Life.